# Словеначко народноослободилачко веће
Словеначко народноослободилачко веће (скраћено СНОВ, словен. Slovenski narodnoosvobodilni svet, SNOS) било је врховно представничко и законодавно тело Народноослободилачког покрета у Словенији и после Народне Републике Словеније од фебруара 1944. до октобра 1946. године. Његов претходник био је Словеначки народноослободилачки одбор (СНОО).
Председник Президијума СНОВ-а био је Јосип Видмар.

## Историја
СНОО је био основан на Кочевском збору од 1. до 3. октобра 1943. године. СНОО је на свом Првом заседању, 19. фебруара 1944. године, у Чрномљу преименован у СНОВ, основан је законодавни одбор СНОВ, расписани су избори за Народноослободилачке одборе и донесена одлука о прикључењу Словеначког приморја Словенији. СНОВ је тада имао 120 чланова. На првом заседању, већина чланова СНОВ-а била је из Љубљане, Нотрањске и Долењске, па је изабрано 20 представника из Приморске, 21 из Штајерске и Корушке, а 19 из Горењске. Током рата, прикључење нових посланика није било спроведено.
Саставни одсеци Већа били су законодавни одбор, комисија за утврђивање злочина окупатора и његових сарадника за Словенију и верска комисија, други повјеренства су у његовом мандату.
На седници Председништва СНОВ-а у Ајдовшчини, 5. маја 1945. године, основана је прва народна влада Демократске Федеративне Словеније. Друго заседање СНОВ-а одржано је у Љубљани 9. и 10. октобра 1946. године. Избором Уставотворне скупштине Народне Републике Словеније, 27. октобра 1946, СНОВ је престало са својим деловањем.